# Franciszek Wirski
Franciszek Wirski, także Franciszek Wątroba (ur. 21 maja 1927 w Naramicach, zm. 14 stycznia 2013) – polski działacz partyjny i państwowy, w latach 1985–1986 I sekretarz Komitetu Wojewódzkiego PZPR w Skierniewicach.

## Życiorys
Syn Antoniego i Konstancji. Od lipca 1948 należał do Polskiej Partii Robotniczej, przekształconej w tym samym roku w Polską Zjednoczoną Partię Robotniczą. W ramach Komitetu Wojewódzkiego PZPR w Łodzi był instruktorem Ośrodka Szkolenia Partyjnego (1954–1957), wicedyrektorem Wojewódzkiego Ośrodka Propagandy (1964–1966) i kierownikiem Wydziału Ogólnego (1966–1975). Następnie przeszedł do Komitetu Wojewódzkiego PZPR w Skierniewicach, gdzie był kierownikiem Wydziału Ekonomicznego (1975–1980), sekretarzem (1980–1985) oraz I sekretarzem (styczeń 1985–sierpień/wrzesień 1986). W 1986 został natomiast członkiem Centralnej Komisji Kontrolno-Rewizyjnej w ramach Komitetu Centralnego PZPR.

## Odznaczenia
- Srebrny Order „Gwiazda Przyjaźni między Narodami” (Niemcy Wschodnie, 1986)[3]